# Le Patrimoine de Brassens
Albums de Jean Bertola
Les dernières chansons inédites de Brassens
(1982)
Le Patrimoine de Brassens est un album hommage de Jean Bertola à Georges Brassens sorti en 1985.
Ces chansons trouvées dans les tiroirs de Brassens après sa mort étaient inachevées.  Bertola a eu la lourde tâche d'écrire la musique de certaines de ces chansons ou d'utiliser des musiques indépendantes, qui étaient écrites mais qui restaient sans texte.
Brassens mettait parfois des années à finir une chanson, il pouvait chercher des semaines un mot qui le satisfît entièrement. Supplique pour être enterré à la plage de Sète a par exemple attendu 12 ans avant d'obtenir son dernier couplet. Ces chansons auraient peut-être été modifiées avant de sortir.  

## Listes des chansons
| No  | Titre                                  | Auteur       | Durée |
| --- | -------------------------------------- | ------------ | ----- |
| 1.  | L'Antéchrist                           | Jean Bertola | 3:25  |
| 2.  | Si seulement elle était jolie          |              | 2:24  |
| 3.  | Le Revenant                            | Jean Bertola | 2:12  |
| 4.  | Tant qu'il y a des Pyrénées            |              | 2:21  |
| 5.  | Chansonnette à celle qui reste pucelle |              | 1:51  |
| 6.  | La Légion d'honneur                    | Jean Bertola | 3:16  |
| 7.  | S'faire enculer                        | Jean Bertola | 3:47  |
| 8.  | Honte à qui peut chanter               |              | 3:45  |
| 9.  | Le Progrès                             | Jean Bertola | 3:49  |
| 10. | L'Orphelin                             | Jean Bertola | 3:59  |
| 11. | Les Châteaux de sable                  |              | 6:05  |
| 12. | Jeanne Martin                          | Jean Bertola | 3:38  |